# 紀太后
紀太后（きたいごう、景泰2年（1451年） - 成化11年6月28日（1475年7月30日））は、明の成化帝の妃嬪で弘治帝の母。ヤオ族の出身で、明で姓を紀氏とされた。元の名は李唐妹（りとうまい）と伝わる。

## 経歴
平楽府賀県のヤオ族の「李公」と「唐母」（チワン語を音訳した漢字表記）の娘として生まれた。明軍南征の際、家を滅ぼされ捕虜となって北京に送られ、後宮に入り女史（女官）となった。
成化6年（1470年）、宮中の書蔵で成化帝の目にとまり、迫られ関係して妊娠した。万貴妃による懲罰を恐れ、堕胎薬を飲まされたものの堕胎に失敗し、安楽堂（宮女と宦官の葬儀場）の用人となった後に頂髪のない未熟児朱祐樘（後の弘治帝）を産んだ。紀氏は自ら朱祐樘を殺そうともしたが、太監（宦官）の張敏に止められた。以後、朱祐樘は呉廃后が密かに育てた。
成化11年（1475年）、朱祐樘の存在が明らかになると成化帝と万貴妃はこれを認めたが、紀氏はまもなく急死した。紀氏は淑妃を追贈され、恭恪荘僖と諡された。弘治帝が即位すると皇后を追贈され、孝穆慈慧恭恪荘僖崇天承聖純皇后と追諡された。
弘治帝はたびたび調査を命じたが、生母紀氏の生家を知る者はなく、叔父と名乗り出た者はすべて偽物であった（処罰されなかった）。弘治帝は賀県に生母の家の廟を建てて生母を偲んだ。

## 伝記資料
- 『明憲宗実録』
- 『孝穆皇太后父母誥封碑』